# Икебана
Икеба́на или икэбана (яп. 生け花 или яп. いけばな икэбана, «икэ или икэру» яп. 生ける — жизнь, «бана или хана» яп. 花 — цветы, буквально «живые цветы») — традиционное японское искусство компоновки срезанных цветов и побегов в специальных сосудах, а также искусство правильного размещения этих композиций в интерьере. В основу икебаны положен принцип изысканной простоты, достигаемый выявлением естественной красоты материала.

## История
Икебана возникла в Японии в середине периода Эдо (1603-1868) и первоначально имела религиозную направленность, являясь подношением богам в японских храмах.

Об искусстве Икебана обычно думают как о копировании естественных форм растений, как они растут в полях и горах. Однако икебана не является ни копией, ни миниатюрой. В икебана мы аранжируем одну маленькую ветку и один цветок в безграничном космическом пространстве и бесконечном времени, и эта работа вмещает всю душу человека. В этот момент единственный цветок в нашем сознании символизирует вечную жизнь.
— Икэнобо Сэнкэй. «Истинная утонченность»
https://www.ikenobo.jp/ikebanaikenobo/shoka/
Икебана — одно из искусств, входящих в программу обучения учениц гейш.

## Школы
Икебана развивается в рамках определённых школ и стилей. Наиболее известными в Японии считаются школы Икэнобо, Охара, Согэцу.

### Икэнобо
Первой школой развития икебаны следует считать Икэнобо. Икэнобо была основана в середине XV века Икэнобо Сэнкэем — священнослужителем буддийского храма Роккаку-до в городе Киото. В школе Икэнобо, в отличие от других школ, до сих пор существуют старые стили икебаны, такие как стиль Сёка и Рикка. Икебана в стиле Рикка первоначально использовалась для украшения храмов, сейчас используется в основном для религиозных ритуалов и торжеств. Этот стиль отражает величие природы. Например, сосновые ветви символизируют скалы и камни, а белые хризантемы символизируют реки или небольшие ручейки.

### Охара
Школа Охара, основанная в 1897 году, привнесла в икебану новый стиль — морибана. Отличие стиля морибаны — растения устанавливаются в плоских низких вазах с использованием металлических наколок (кэндзанов).

### Согэцу
Школа Согэцу (яп. 草月 — «трава и луна») — наиболее современная из школ, возникшая в 1927 году.
Отличие этой школы — применение в икебане не только цветов и растений. Используются камни, ткани, металл, пластик и другие виды неживого материала. Икебаной стали украшать не только помещения, но и выставлять на улицах, парках, метро.
Создал школу Софу Тэсигахара — художник-новатор, скульптор, которого на Западе называли Пикассо цветов.

## Стили
- Рикка (яп. 立花) — Наибольшей популярности стиль Рикка достиг в XVII веке, сейчас считается устаревшим и редко практикуется.
  - Рикка Сёфу-тай
  - Рикка Симпу-тай
- Сёка (яп. 生花)
  - Сёка Сёфу-тай
  - Сёка Симпу-тай
- Нагэирэ (яп. 投げ入れ; другое название — хэйка) — икебана в высоких вазах с узкой горловиной, растения устанавливаются, опираясь на край ваз. Если требуется установить ветки и стебли в другом положении, то применяют несложные деревянные подпорки.
- Морибана (яп. 盛り花) — икебана на низких плоских вазах или подносах, в которых может содержаться вода. Для установки растений в посуде используются кэндзаны или тяжёлые металлические держатели с открытыми гнёздами (сиппо).
- Дзиюка — свободный стиль.

## Цитаты
Икэнобо Сэнкэй писал об искусстве икебана:
«Я провёл в уединении много досужих часов, находя удовольствие в том, что собирал ветки старых засохших деревьев и ставил их в разбитый кувшин. Когда я сидел, всматриваясь в них, разные мысли приходили мне в голову. Мы прилагаем столько усилий, чтобы построить сад из камней или фонтан во дворе, забывая, что искусство икэбана дает возможность увидеть в одной капле воды или в небольшой ветке бескрайние горы и реки за самое малое время. Поистине это чудотворное искусство…
Когда я вдыхаю аромат цветов, испытываю такое чувство, будто попал в райский сад. Не зря же Будда в своих проповедях прибегает к образу Цветка. Разве пять цветов — синий, жёлтый, красный, белый, чёрный — не олицетворяют пять способностей и пять органов? Смерть бесчисленного множества цветов в зимнее время подтверждает закон Перемен, превращений, и кусочек земли с сосной и кедром в этом заброшенном месте символизирует вечную Истину Вселенной».

## Галерея
- Стиль хэйка
- Стиль морибана
- Свободный стиль
- Стиль хэйка